# 레나 호 원유 유출 사고

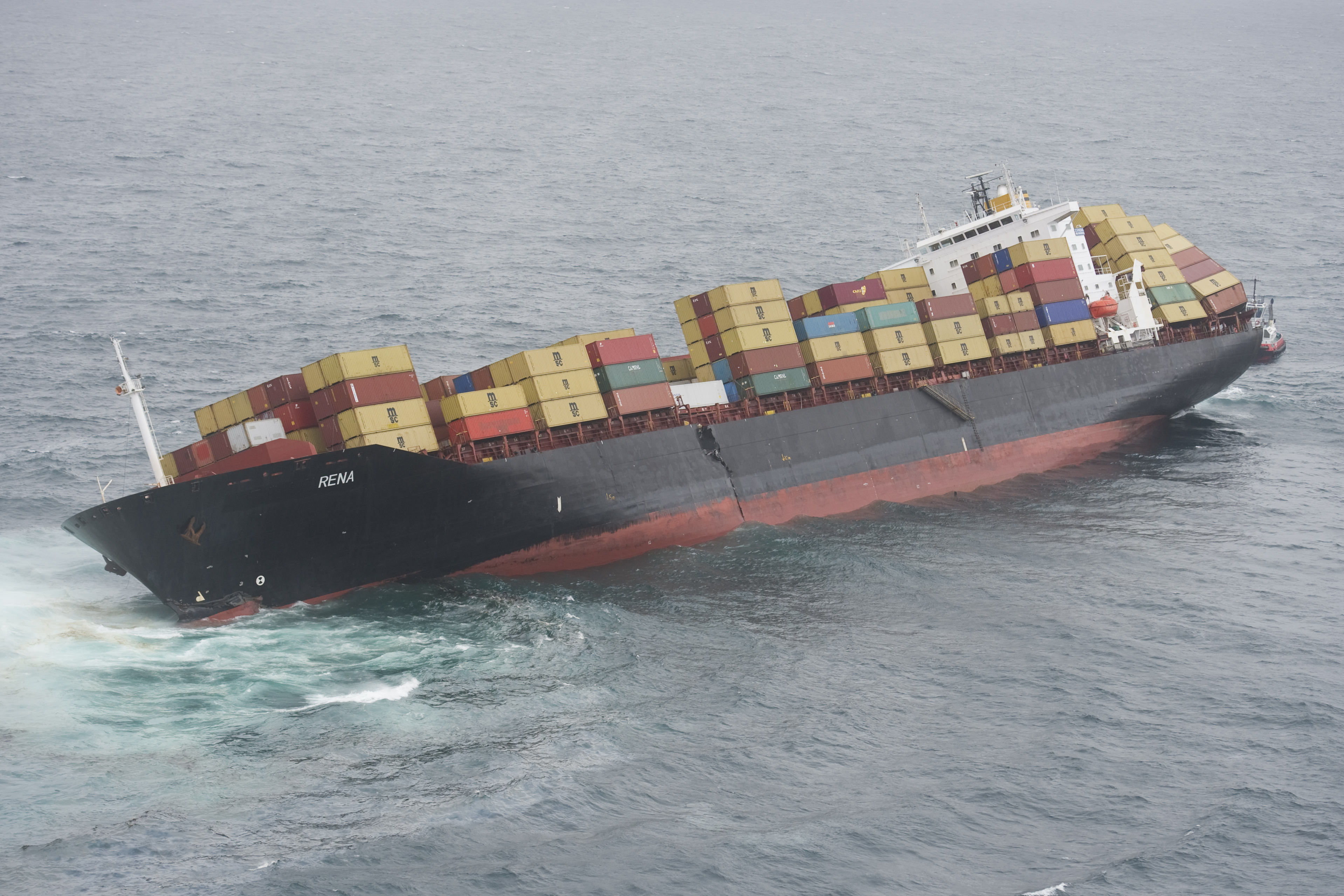
레나 호

레나 호 원유 유출 사고는 컨테이너선 MV 레나 호가 2011년 10월 5일, 뉴질랜드 북섬 타우랑가 인근의 해안에서 좌초하여 기름이 유출된 사고이다. 심각한 해양 오염 피해가 우려되고 있다.

## MV 레나 호
MV 레나 호는 3351 TEU 급 컨테이너선으로 1990년 건조하였다. 그리스 선박회사인 코스타마르가 소유하고 있으며, 현재 5년 임대 계약으로 MSC(Mediterranean Shipping Company)가 운용하고 있다.

## 사고와 원유 유출 피해
2011년 10월 5일 새벽 2시 20분 17kn/mph로 레나 호는 타우랑가 인근의 아스트로라베 암초 근처에 있었다. 선박은 1,368개의 컨테이너와 위험 물질을 비롯해 1,700톤의 중유 및 200톤에 달하는 해양 디젤을 싣고 있었다.
10월 9일 일요일이 되자 5km 정도의 얇은 원유 띠가 야생 생태계를 위협할 정도로 근처에 퍼져 인근의 어류 생태계에 영향을 미치게 되었다. 레나 호의 선체에 난 구멍에서 흘러나온 기름이 2011년 10월 10일에는 타우랑가 해변 근처에까지 둥둥 떠다니게 된다. 며칠간 강풍을 비롯해 태풍 예보까지 있어 구조선이 암초로 다가가는 데 어려움을 겪고 있고 상당 부분의 필리핀계 선원들 또한 구조에 난항을 겪었다. 선박이 좌초할 정도로 심하게 움직이면서 더 큰 충격이 일어나 130-350톤의 원유띠가 더욱 넓게 퍼질 것으로 전망된다.
10월 11일 원유 유출 사고에 대해 뉴질랜드의 환경부 장관 닉 스미스는 뉴질랜드 역사상 "최악의 환경 재난"으로 선포했다.
강풍과 나쁜 날씨로 10월 11일 밤에는 배가 우현으로 심하게 19도 정도나 기울면서 30~70개 정도의 컨테이너가 배 밖으로 인양됐다. 해당 컨테이너에는 유독 물질이 없는 것으로 알려졌으며 컨테이너는 인근의 해안가 모티티 섬에서 세척 작업이 진행됐다. 또한 선박을 따라 수직으로 난 균열이 겉으로 보면 노출될 정도로 진행된 상태에 이르렀다.
10월 12일 레나 호 선장이 타우랑가 지역법원에 피해 상황에 대한 혐의로 출석했다가 정상 참작되어 일단 보석 석방되었다. 풀려나긴 했지만 유죄가 입증되면 10,000 달러에서 1년의 구금형이 성고될 것으로 점쳐지고 있다. 당시 사고 시간에 항해를 책임지던 제2항해사 또한 일부 죄목이 인정되었으며 13일 법원 출두 예정이다.

## 수송 물질에 의한 오염 우려
수송 물질이나 물건에 대해서도 우려가 상당하다. 일부 컨테이너는 규소철을 싣고 있어 물과 접촉하면 수소를 서서히 배출할 위험성이 있다. 다른 한 컨테이너는 흔한 정원 비료 원료 중 하나인 질산칼륨을 싣고 있다. 뿐만 아니라 알킬술폰산(alkylsulfonic acid)를 보관한 컨테이너도 있는데 물질 자체가 건강에 치명적인 문제를 일으키는 요소는 아니지만 해양 오염일 경우 유해할 경우가 있다. 그러나 술폰산(sulfuric acid) 계통 물질이 원천적으로 자연 물질에서 유래한 것은 아니어서 천천히 자연적으로 그 농도가 줄어들 것으로 보고 있다.

## 같이 보기
- 뉴질랜드의 환경